# Tōru Hara
Tōru Hara (原徹, Hara Tōru), né le 26 décembre 1935 à Kitakyūshū dans la préfecture de Fukuoka, et mort le 14 décembre 2021, est un animateur et producteur japonais.

## Biographie
Tōru Hara commence sa carrière chez Tōei Dōga en tant qu’animateur, coordinateur de l’animation ou producteur. En 1972, il quitte la Tōei pour fonder son propre studio d’animation, Topcraft. Ce studio travaille principalement pour le compte de la société de production américaine Rankin/Bass pour qui Topcraft anime plusieurs films : The Hobbit en 1977, The Return of the King en 1980, ou La Dernière Licorne en 1982. Ce positionnement s’explique par le fait que Tōru Hara avait déjà travaillé sur des contrats obtenus par Tōei avec Rankin/Bass (The King Kong Show). De plus, Rankin/Bass avait commandé une courte vidéo de promotion à l’équipe de Topcraft avant même sa formation officielle, et continue donc à sous-traiter divers projets au studio.
En 1984, Topcraft produit le film Nausicaä de la vallée du vent du célèbre réalisateur Hayao Miyazaki. Miyazaki et Isao Takahata, le producteur, connaissaient en effet Tōru Hara depuis leur période chez Tōei. Topcraft ferme finalement en 1986 et une bonne partie de ses animateurs rejoignent le jeune studio Ghibli fondé par Miyazaki et Takahata en 1985. Tōru Hara en est nommé directeur général. Au sein du studio Ghibli, Tōru Hara assure notamment la production du Chateau dans le ciel (1986), Le Tombeau des lucioles (1988), Mon voisin Totoro (1988), Kiki la petite sorcière (1989) et Souvenirs goutte à goutte (1991). Il définit à cette époque la stratégie du studio comme suit : « risque élevé, coût élevé, gain élevé ». En juin 1991, à la suite d'un désaccord sur la construction d’un nouveau studio plus vaste, Tōru Hara quitte le studio ,.

## Filmographie
Les informations contenues dans cette section proviennent d’Anime News Network, IMDb et JMDb.
Producteur ou producteur exécutif
- 1991 : Souvenirs goutte à goutte d’Isao Takahata
- 1989 : Kiki la petite sorcière de Hayao Miyazaki
- 1988 : Mon voisin Totoro de Hayao Miyazaki
- 1988 : Le Tombeau des lucioles d’Isao Takahata
- 1986 : Le Château dans le ciel de Hayao Miyazaki
- 1984 : Nausicaä de la vallée du vent de Hayao Miyazaki
- 1984 : Les Aventures de Petit Panda (série télévisée de Takashi Tanazawa)
- 1971 : Apache yakyūgun (série télévisée)
- 1971 : Sarutobi Ecchan (série télévisée)
- 1970 : Mahō no Mako-chan (série télévisée)
- 1967 : The King Kong Show (00 1/7 Tom Thumb)
- 1969 : Mōretsu Atarō (série télévisée)
- 1968 : Horus, prince du Soleil d’Isao Takahata
- 1965 : Hustle Punch de Yasuji Mori

Coordinateur de l’animation
- 1982 : The Flight of Dragons de Jules Bass et Arthur Rankin Jr.
- 1982 : La Dernière Licorne de Jules Bass et Arthur Rankin Jr.
- 1980 : The Return of the King de Jules Bass et Arthur Rankin Jr.
- 1978 : The Stingiest Man in Town (Machi Ichiban no Kechinbō) de Katsuhisa Yamada
- 1977 : The Hobbit de Jules Bass et Arthur Rankin Jr.